# Homalium samarense
Homalium samarense är en videväxtart som beskrevs av Merrill. Homalium samarense ingår i släktet Homalium och familjen videväxter. Inga underarter finns listade i Catalogue of Life.